# Ножовка (река)
Ножовка — река в России, протекает в Большесосновском и Частинском районах Пермского края. Устье реки находится в 406 км по правому берегу Воткинского водохранилища на Каме. Длина реки составляет 27 км, площадь бассейна — 142 км².
Протекает на юго-западе края в южной части Верхнекамской возвышенности. Исток находится в Большесосновском районе восточнее деревни Чернухи в 21 км к западу от села Частые. Исток находится на водоразделе с бассейном Сивы. Генеральное направление течения — юг, в среднем течении перетекает в Частинский район.
Верхнее и среднее течение проходят по ненаселённому лесному массиву, в нижнем течении на реке стоят крупные сёла Верх-Рождество и Ножовка, в обоих сёлах на реке плотины и запруды. Впадает в Воткинское водохранилище в селе Ножовка.

## Данные водного реестра
По данным государственного водного реестра России относится к Камскому бассейновому округу, водохозяйственный участок реки — Кама от Камского гидроузла до Воткинского гидроузла, речной подбассейн реки — бассейны притоков Камы до впадения Белой. Речной бассейн реки — Кама.
По данным геоинформационной системы водохозяйственного районирования территории РФ, подготовленной Федеральным агентством водных ресурсов:
- Код водного объекта в государственном водном реестре — 10010101012111100015223
- Код по гидрологической изученности (ГИ) — 111101522
- Код бассейна — 10.01.01.010
- Номер тома по ГИ — 11
- Выпуск по ГИ — 1